# Aginska Burjatien

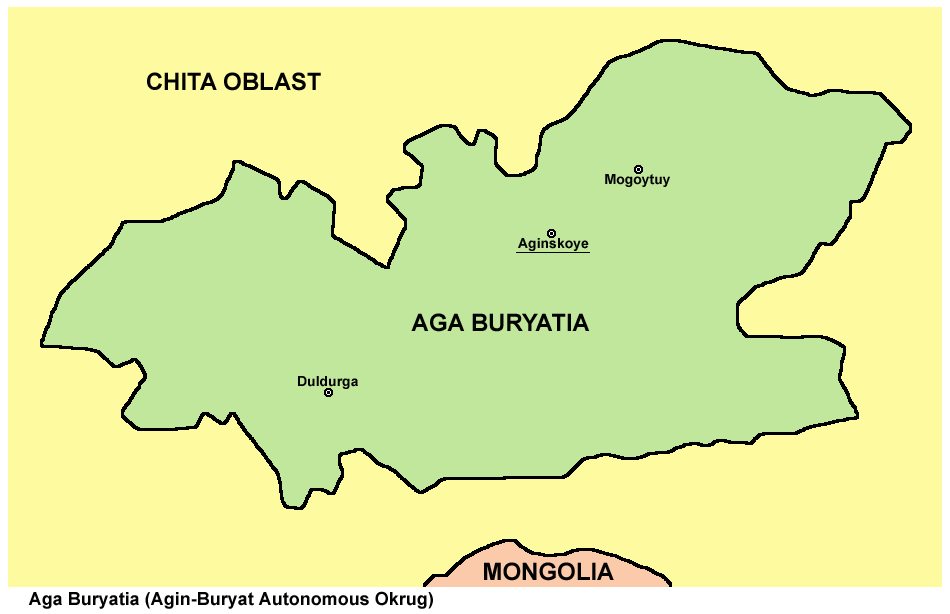

Aginska Burjatien var ett autonomt okrug i mellersta Sibirien i Ryssland tills det slogs samman med Tjita oblast och bildade Zabajkalskij kraj 1 mars 2008. Aginska Burjatien hade en yta på 19 000 km² och 76 383 invånare (1 januari 2008). Det var en del av Tjita oblast. Huvudort var Aginskoje.